# Aie-aie
O aie-aie, também ai-ai ou aye-aye é um primata estrepsirrino endémico de Madagáscar. É o único representante vivo da família Daubentoniidae. Noturno e arborícola, possui pelo negro e um dos seus dedos é maior, que usa para conseguir caçar larvas nos buracos das árvores. Os seus olhos são grandes e possui boa visão noturna.
O aie-aie é aparentado com os lémures. A sua muito estranha aparência faz com que seja considerado o principal responsável pela origem da palavra "lémur", que quer dizer em latim «espírito noturno». O aie-aie é o único representante vivo do seu género (Daubentonia), família (Daubentonidae) e infraordem (Chiromyiformes). Só se conhece outra espécie próxima ao aie-aie, Daubentonia robusta, que se extinguiu há cerca de mil anos.

## Lendas
Não só a perda do seu habitat natural faz com que o animal corra perigo de extinção, pois os próprios habitantes da região o matam temendo sua "natureza maligna". Muitos aldeões acreditam que encontrar um aie-aie é pior do que conhecer a própria morte, significando inclusive que um aldeão em breve irá morrer.
Lendas locais afirmam que o animal invade casas à noite para amaldiçoar os moradores com seu longo dedo médio. Variações da lenda dizem que, na verdade, o aie-aie usa o seu dedo do meio para perfurar o coração das pessoas enquanto elas estão dormindo. Essas lendas podem ter se desenvolvido porque, além de não ter uma aparência muito simpática, o aie-aie não possui medo do ser humano, se aproximando de grupos de pessoas para vê-las.

## Anatomia e morfologia

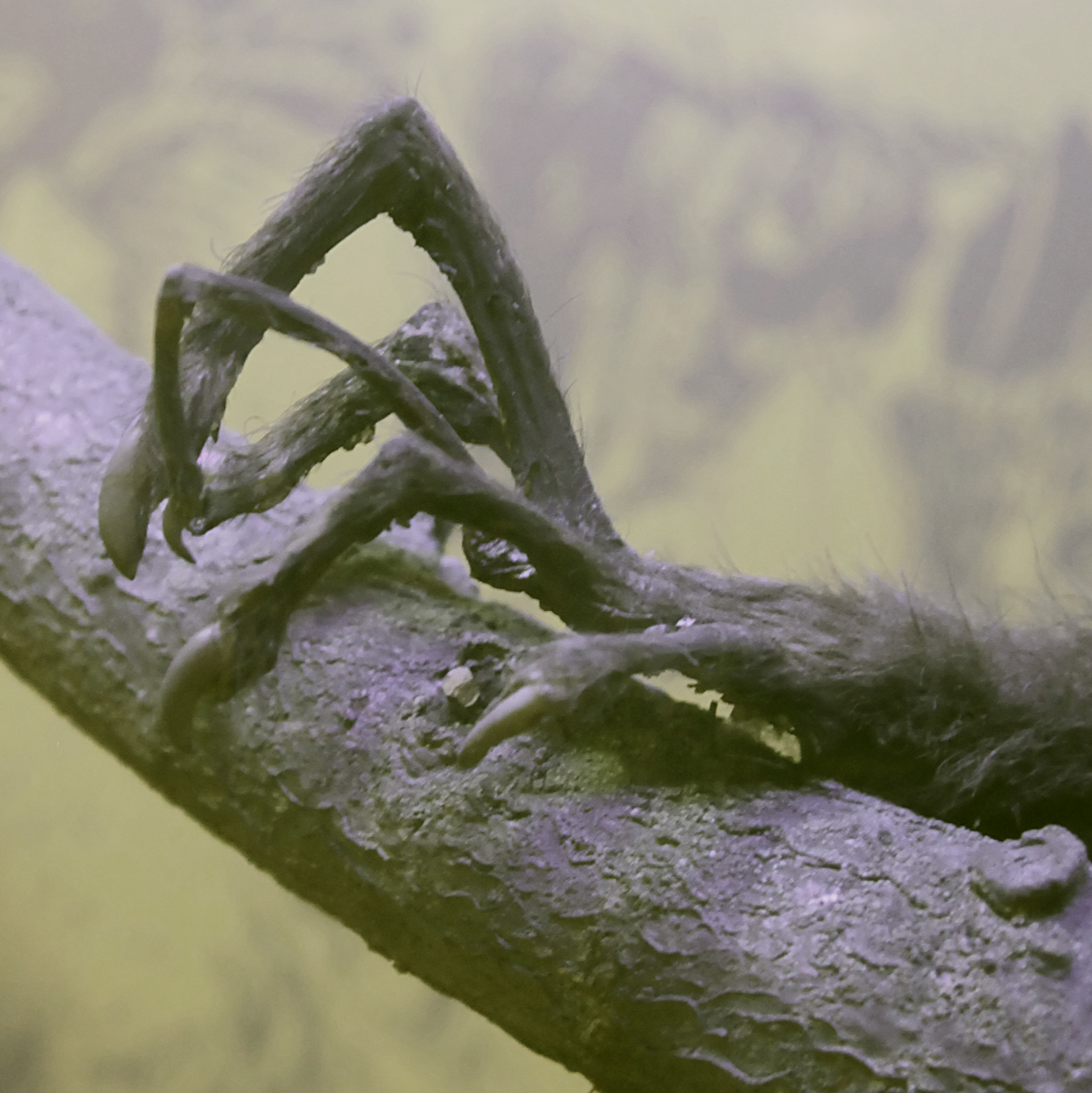
Aye-Aye Daubentonia madagascariensis em Copenhague (Mão Esquerda) linke Hand eines Fingertiers, Aye-Aye (Daubentonia madagascariensis) em Zoologisk Museum, Kopenhagen, Dänemark

Jovens aie-aies geralmente têm o focinho prata e uma faixa em baixo das costas. Entretanto, quando atingem a maturidade, seus corpos são cobertos de pelos grossos e não possuem uma cor sólida. A ponta dos pelos do cabelo e das costas têm terminação branca enquanto o resto do corpo é castanho ou amarelo.
Um aie-aie adulto tem cerca de três pés de comprimento (incluindo a cauda).

### Dedos
O traço mais marcante é os seus dedos. O aie-aie tem seis dedos, o único primata conhecido a ter um “pseudo-polegar” escondido no pulso de cada braço.
O pequeno polegar extra possui três graus de movimento, tal como um polegar comum; pode exercer muita força e até possui a sua própria impressão digital.
O terceiro dedo é mais fino que os outros, ele é usado para bater no casco das árvores, enquanto o quarto dedo, o mais longo, é usado para puxar para fora os insetos de dentro das árvores.

## Comportamento

### Dieta
O aie-aie come matéria animal, nozes, larvas de insetos, frutas, néctar, semente e fungos, sendo assim considerado omnívoro. Aie-aies têm preferência por besouros cerambycid. O aie-aie não estando em seu habitat natural passa muitas vezes a roubar cocos, mangas, cana-de-açúcar, lichias e ovos de aldeias e plantações. Algumas pesquisa sugerem que aie-aies preferem seiva e legumes a insetos, especialmente gafanhotos, vermes e larvas.